# Reina Consorte de Inglaterra e Irlanda

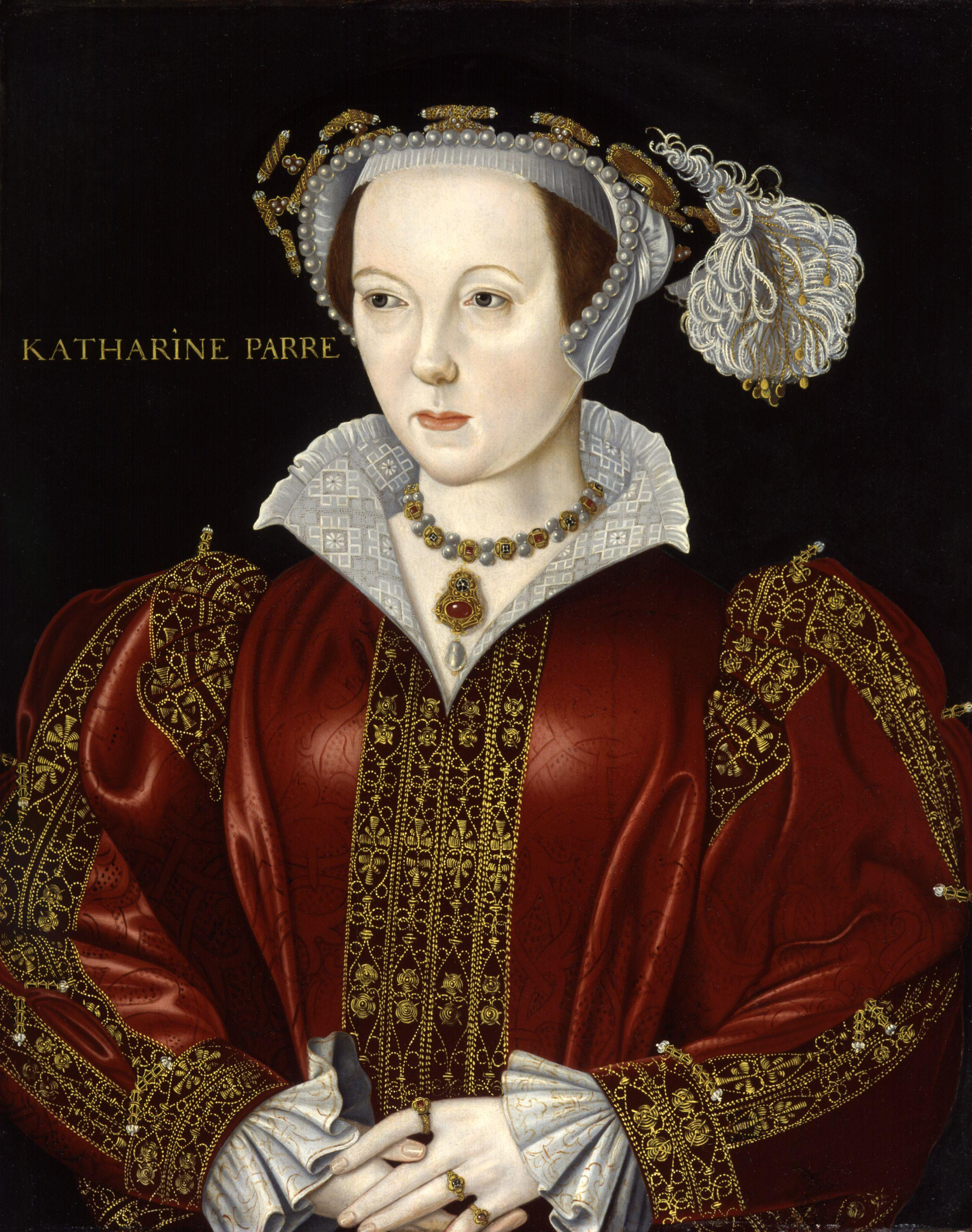
Catalina Parr

Reina Consorte de Inglaterra e Irlanda fue el título utilizado por la esposa del monarca de Inglaterra e Irlanda.[cita requerida]
Durante el reinado de Enrique VIII, el señorío de Irlanda se convirtió en Reino de Irlanda, y el título fue: Reina Consorte de Inglaterra e Irlanda.
El título fue usado por una de las esposas de Enrique, Catalina Parr, y por solo dos personas más, ya que, a la muerte de Isabel I de Inglaterra, sin descendencia, heredó el trono su sobrino, Jacobo I, y su esposa ostentó el título de Reina Consorte de Inglaterra, Escocia e Irlanda.[cita requerida]
Lo ostentaron:
- Catalina Parr
- Guildford Dudley
- Felipe de Habsburgo y Avis (único consorte de la historia del Reino Unido que ha ostentado el título de "Rey")

- Datos: Q2590603